# Hokuto no Ken 6: Gekitō Denshōken - Haō heno Michi
Hokuto no Ken 6: Gekitō Denshōken - Haō heno Michi (北斗の拳6 激闘伝承拳 覇王への道) est un jeu vidéo de combat en 2D développé par Shouei System et édité par Toei Animation en novembre 1992 sur Super Famicom, uniquement au Japon. Il s'agit d'une adaptation du manga Ken le Survivant,,.

## Synopsis
Dans l'univers post-apocalyptique de Ken le Survivant, les trois écoles d'arts martiaux du Hokuto, Nanto, and Gento sont en guerre pour dominer le monde.

## Système de jeu
C'est un jeu de combat un contre un. En mode solo, 8 personnages sont jouables:
- Kenshiro,
- Heart,
- Rei,
- Souther,
- Raoh,
- Falco,
- Kuro-Yasha,
- Kaioh.

Si tous les adversaires sont battus sans utiliser de continu, un huitième boss secret peut être affronté :
- Le successeur du Hokuto Ryuken (北斗琉拳の伝承者達の念, Hokuto Ryuken no Denshosha Tachi no Nen?), personnage inventé pour le jeu et réalisé à l'aide d'une palette swap de Kenshiro en plus sombre.

Le jeu a été critiqué pour sa réalisation, et a souffert de la comparaison avec Street Fighter II sorti la même année. L'année suivante sortira une suite, Hokuto no Ken 7: Seiken Retsuden - Denshōsha e no Michi.